# Kanton Tende
Der Kanton Tende war bis 2015 ein französischer Wahlkreis im Arrondissement Nizza, im Département Alpes-Maritimes und in der Region Provence-Alpes-Côte d’Azur. Hauptort (frz.: chef-lieu) war Tende.
Der Kanton bestand von 1951 bis 2015. Er war 269,24 km² groß und hatte 2879 Einwohner (Stand 2012).

## Gemeinden
| Gemeinde  | Einwohner (Stand: 2022) | Code postal | Code Insee |
| --------- | ----------------------- | ----------- | ---------- |
| La Brigue | 741                     | 06430       | 06162      |
| Tende     | 1898                    | 06430       | 06163      |